# Anthony Peden
Anthony Thomas Peden (Manly, Nova Gal·les del Sud, 11 de juliol de 1989) va ser un ciclista neozelandès, d'origen australià especialista en la pista. En el seu palmarès destaquen dues medalles als Campionats del Món.
Un cop retirat va fer d'entrenador de Casey Stoner i Nicolas Prost, entre d'altres.